# Alexander Greenlaw

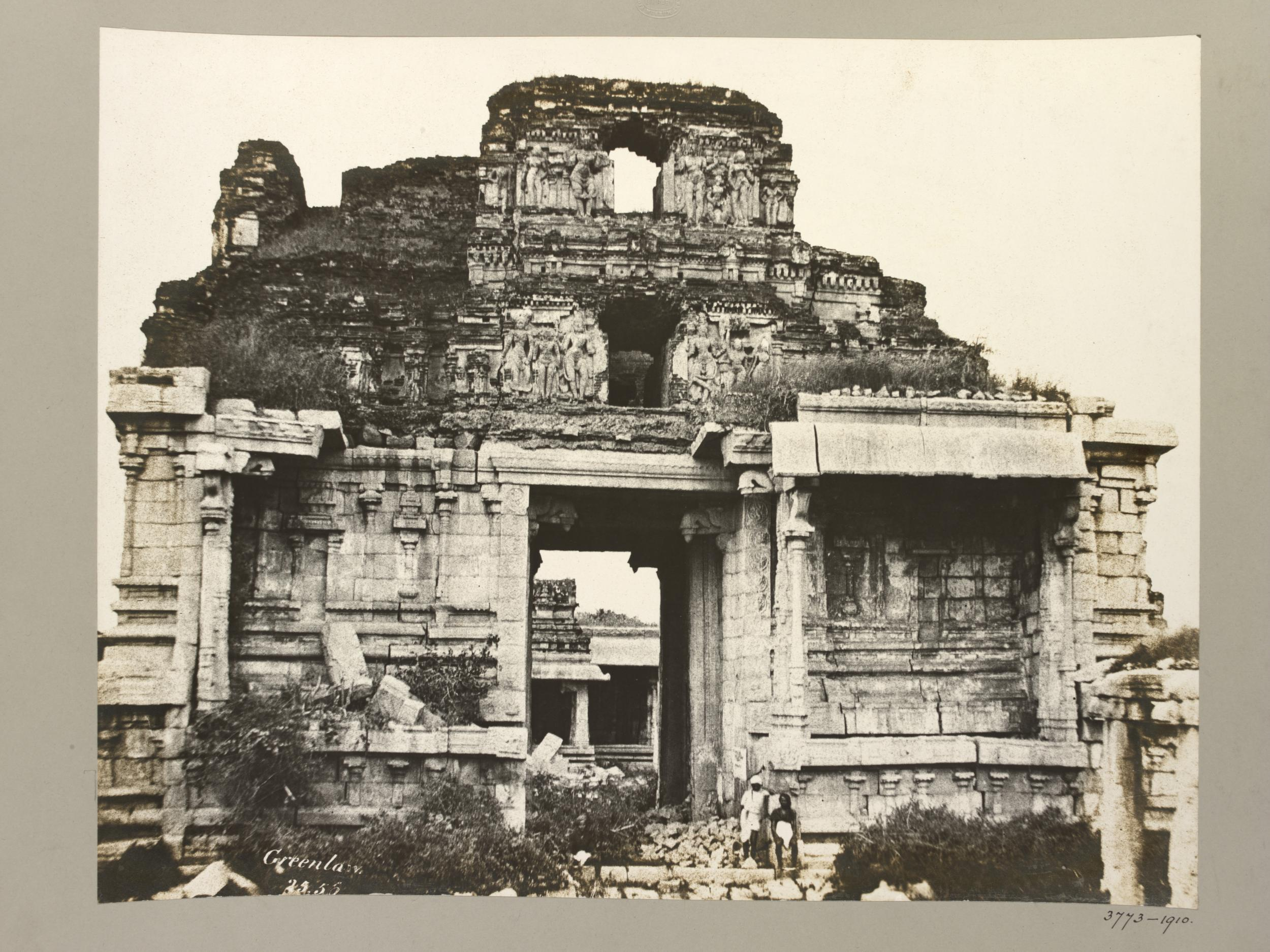
Alexander Greenlaw: Fotografie vstupu do Krišnova chrámu v Hampi, mezi ruinami oblasti Vijayanagara, nyní na seznamu světového dědictví UNESCO

John Alexander Greenlaw (1818–1870) byl amatérský britský koloniální fotograf. Je známý tím, že pořídil nejstarší známé fotografie Hampi, oblasti Vijayanagara, která se později stala součástí světového dědictví UNESCO.

## Vijayanagara
Alexander Greenlaw byl prvním, kdo v roce 1855 Vijayanagaru rozsáhle fotografoval. V únoru 1856 se zúčastnil Madrasské výstavy surovin, umění a výroby v jižní Indii, kde vystavil fotografie dříve nefotografovaných chrámů. Porota jeho fotografie velmi cenila. Komentář ve zprávě poroty zaznamenal umělecké kvality v jeho dílech:
...Z povahy fotografie by se dalo předpokládat, že všechny obrazy vytvořené jejími prostředky musí mít stylovou podobnost; je však zvláštní fakt, že tomu tak není, práce jednoho operátora se svým charakterem dokonale liší od práce druhého, i když byl použit stejný typ zařízení a stejný proces; to lze pozorovat, když dva obrázky byly pořízeny různými vystavovateli ze stejného pohledu – nejlepší indické fotografie na výstavě, ty od kpt. Linnaa Tripeho a kpt. Greenlawa, to dokládají výrazným způsobem. Pohledy kpt. Tripeho vynikají povrchovou úpravou a jemností – ty od kapitána Greenlawa ve smělosti, svobodě a efektu, první jsou možná nejlepší fotografie, ale ty druhé jsou nejlepší obrazy. Kalotypie pořízené v Barmě a vystavené kpt. Tripem jsou výborné; pozoruhodné pro velkou odlišnost a také pro svůj neobvyklý a krásný odstín. Když jsou všechny tak skvělé, je těžké označit některé za zvlášť hodné povšimnutí."

Vijayanagara, což znamená město vítězství, bylo císařským hlavním městem poslední velké hinduistické říše, která vládla jižní Indii. Vijayanagarská říše, založená v roce 1336 a pojmenovaná po svém hlavním městě, expandovala a prosperovala v průběhu příštího století. V roce 1565 bylo toto impozantní město vypleněno armádami dekánských sultanátů a nikdy nebylo obnoveno. Tato lokalita nyní známá jako „Skupina památek v Hampi“ představuje nejlepší a nejvyšší koncentraci architektury v říši.
Amatérský britský koloniální fotograf Alexander Greenlaw byl prvním, kdo toto místo rozsáhle vyfotografoval v letech 1855-1856. Výsledná série negativů z voskovaného papíru byla dána k dispozici muzeu Victoria and Albert Museum a vytištěna v roce 1910. Toto jsou nejstarší známé tisky.
Victoria and Albert Museum uchovává 61 výtisků Vijayanagaru a 5 různých výtisků (anglo-indická architektura v Bellary a indická studia stromů) od Greenlawa. Tyto tisky byly speciálně vyrobeny v roce 1910 pro sbírku muzea z původních negativů z roku 1856, které muzeu zapůjčila paní Armitage z East Sheenu. Z těchto 66 tisků je 45 aktuálně uloženo v asijském oddělení a 21 v oddělení slova a obrazu.
Negativy spolu s dalším souborem tisků, také vyrobených v roce 1910, byly „znovu objeveny“ v soukromé sbírce v roce 1980. V roce 1983 sběratel Edgar Gibbons, penzionovaný armádní důstojník z Cornwallu, nedávno koupil negativy a tisky od příbuzných Greenlawa, zpřístupnil negativy fotografovi projektu Vijayanagara Research Project Johnu Gollingsovi. Gollings vytvořil dvě nové sady tisků, z nichž jednu poslal sběrateli a jednu si ponechal. Sběratelské originální negativy a tisky z roku 1910 následně zakoupila Alkazi Foundation.
Nadace Alkazi v současné době vlastní duplikát s tou výjimkou, že Alkazi nemá čísla 3795-1910 (Alkazi drží negativ tohoto snímku) a 3784-1910.
Gollings daroval svou sadu z roku 1983 Kanadskému centru architektury (CCA) spolu se sérií vlastních fotografií. Gollings, fascinován Greenlawovými snímky, v roce 1983 pečlivě přefotografoval šedesát přesných míst, která Greenlaw navštívil. To mělo umožnit Výzkumnému projektu Vijayanagara posoudit změnu stavu památek v průběhu času.

## Galerie

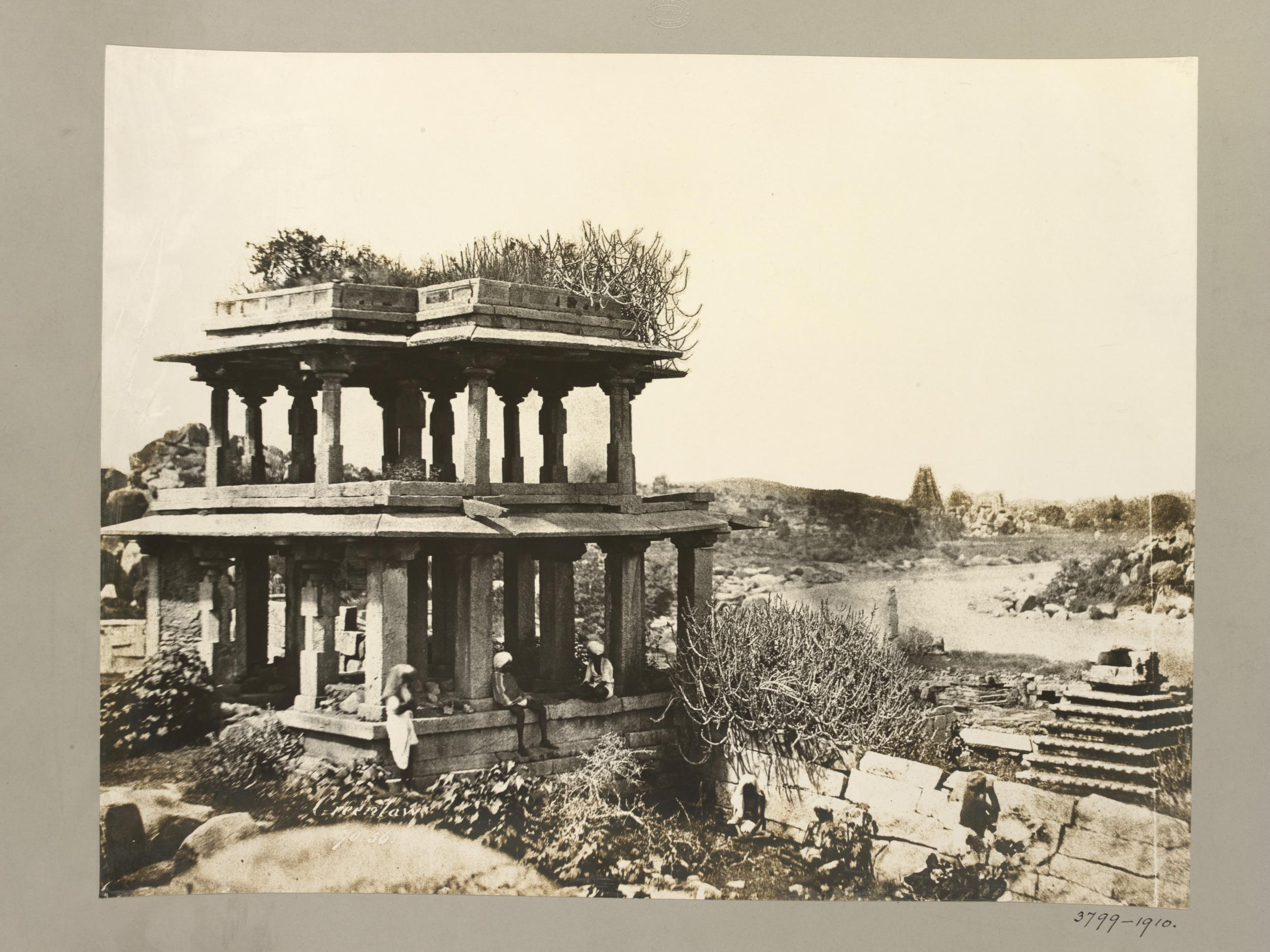
Chrám avatara Narasimha, 1856
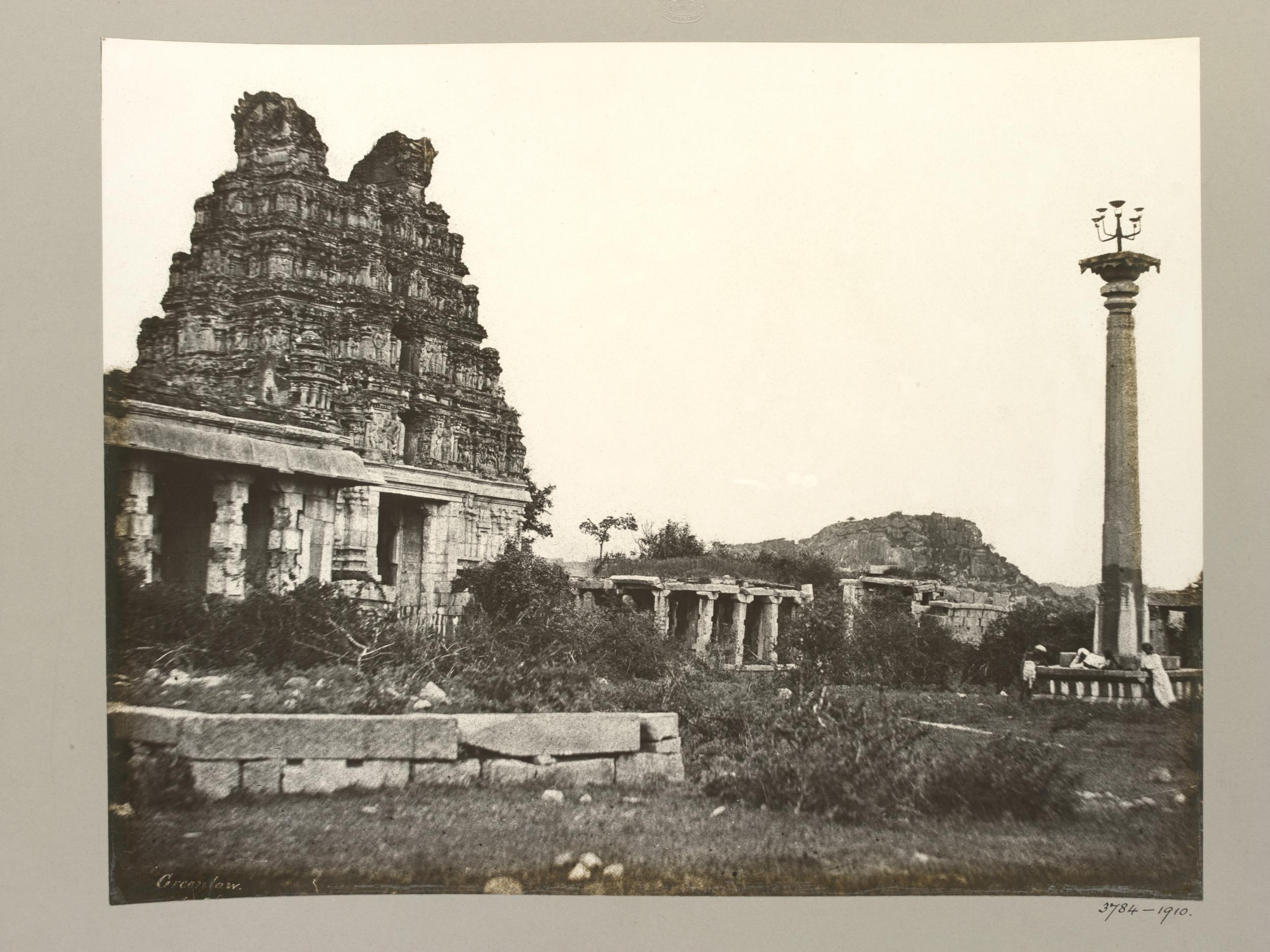
Chrámový komplex Vitthala, 1856
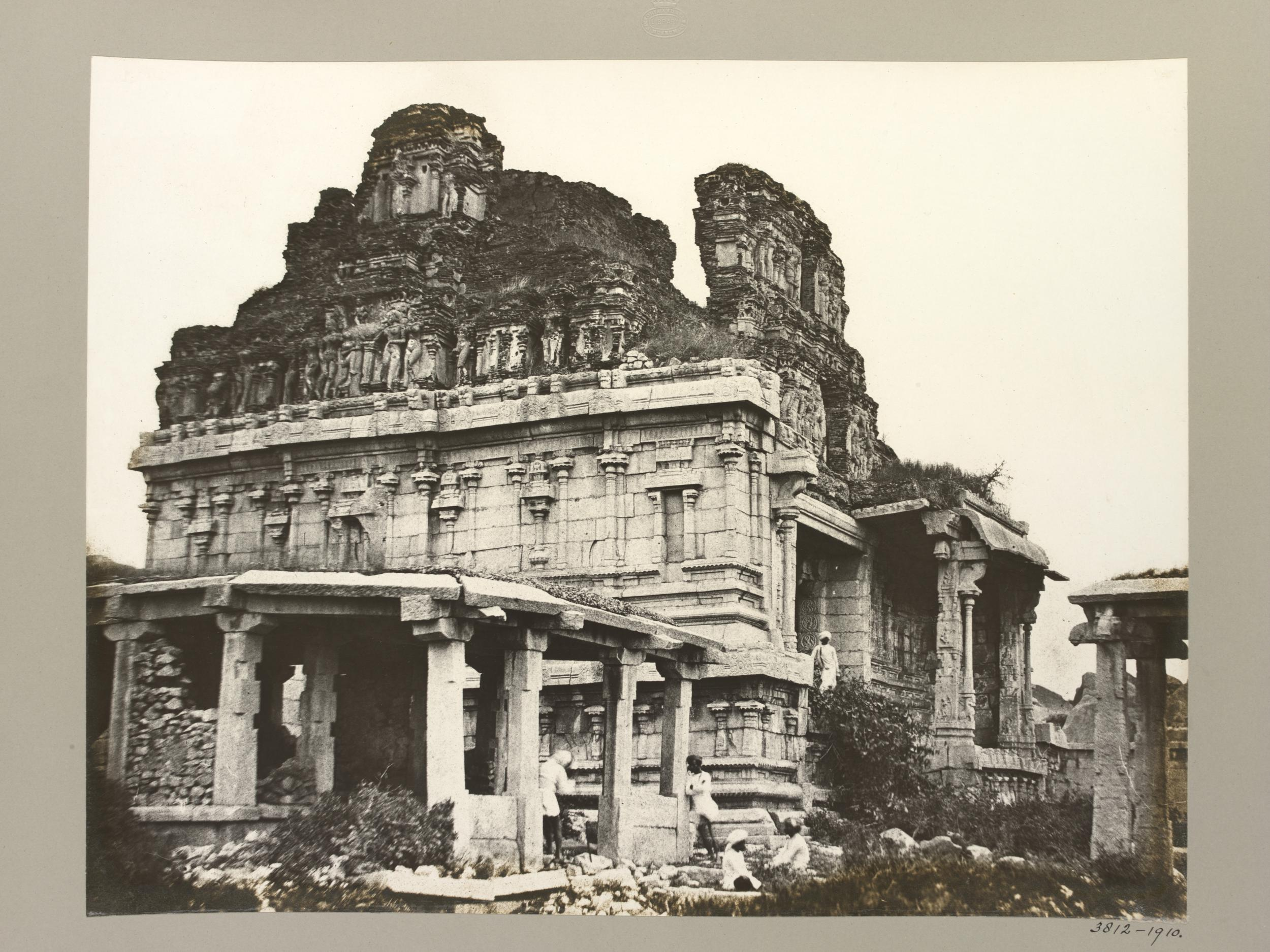
Krišnův chrámový komplex, 1856
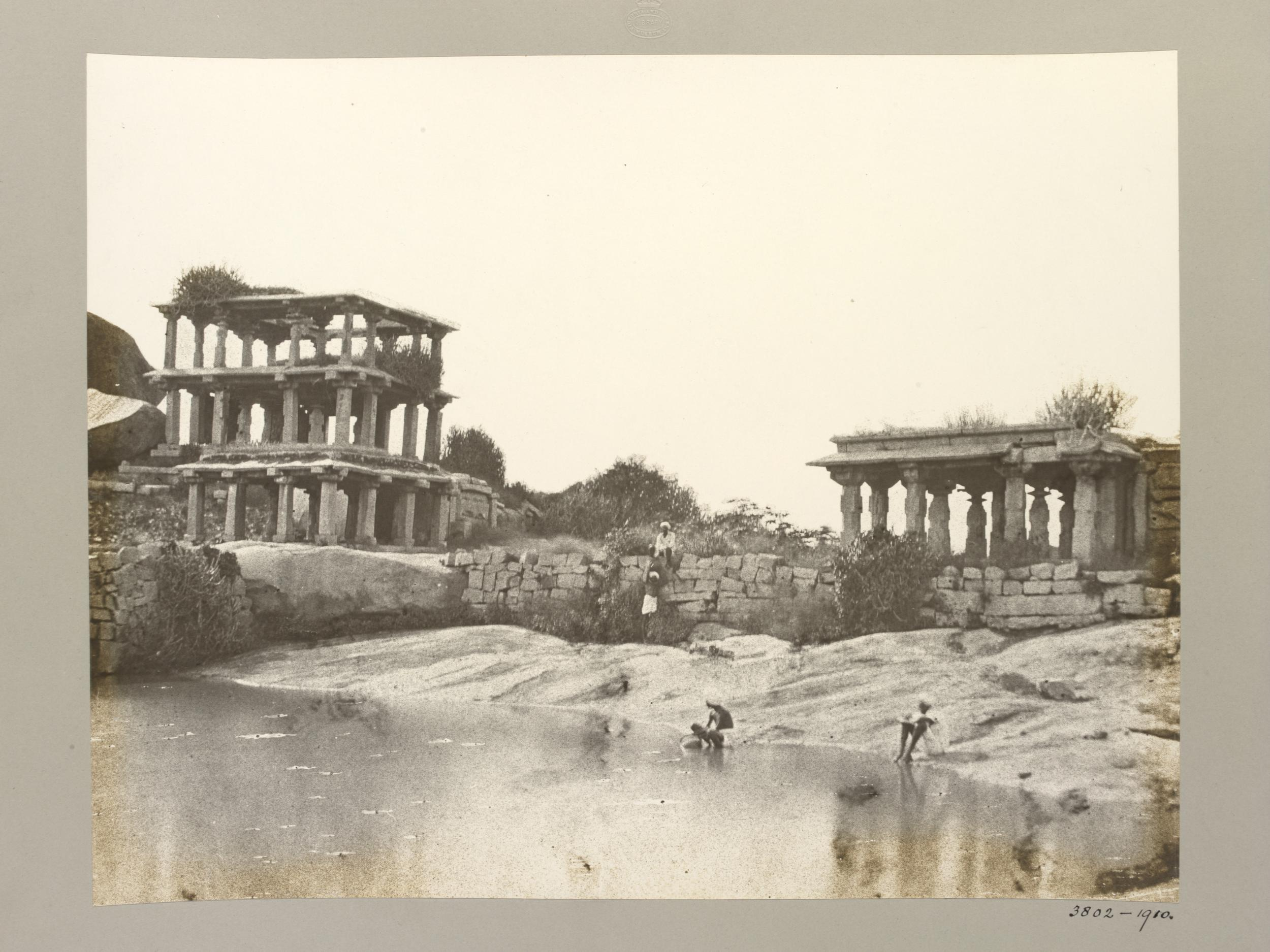
Pavilón na hoře Hemakuta, 1856
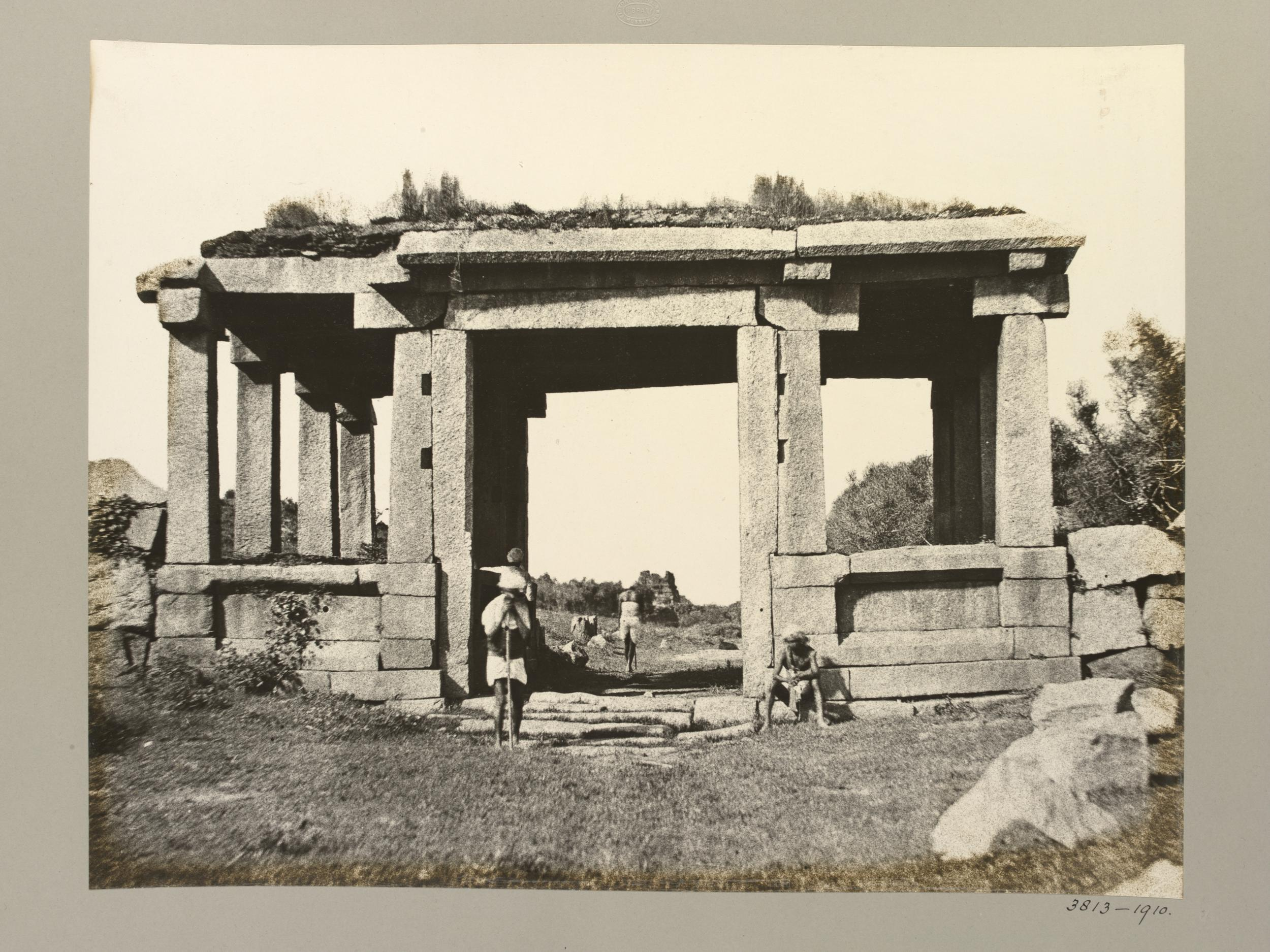
Malapannagudi, 1856
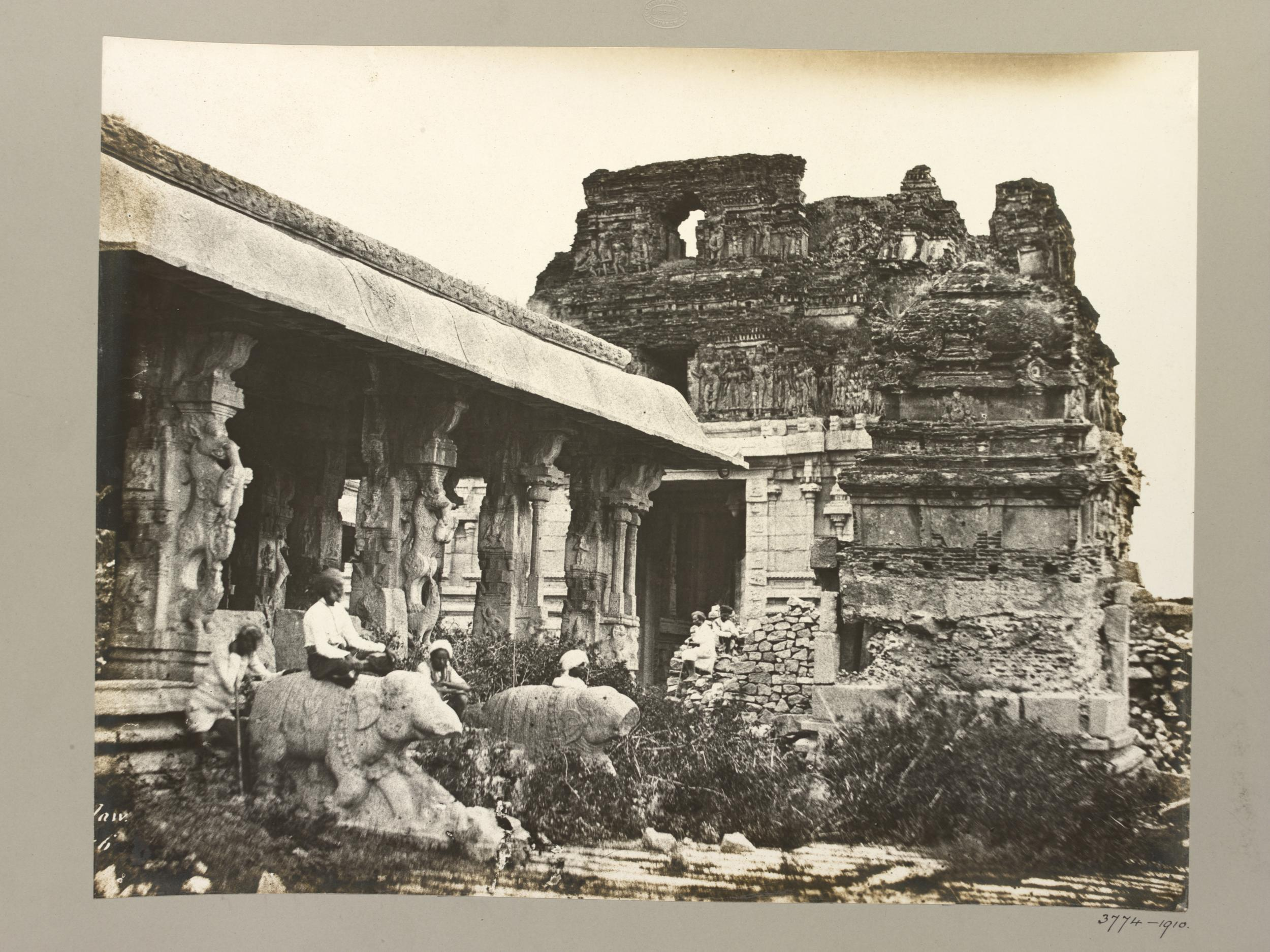
Krišnův chrám v Hampi, oblast Vijayanagara, UNESCO, 1855–1856
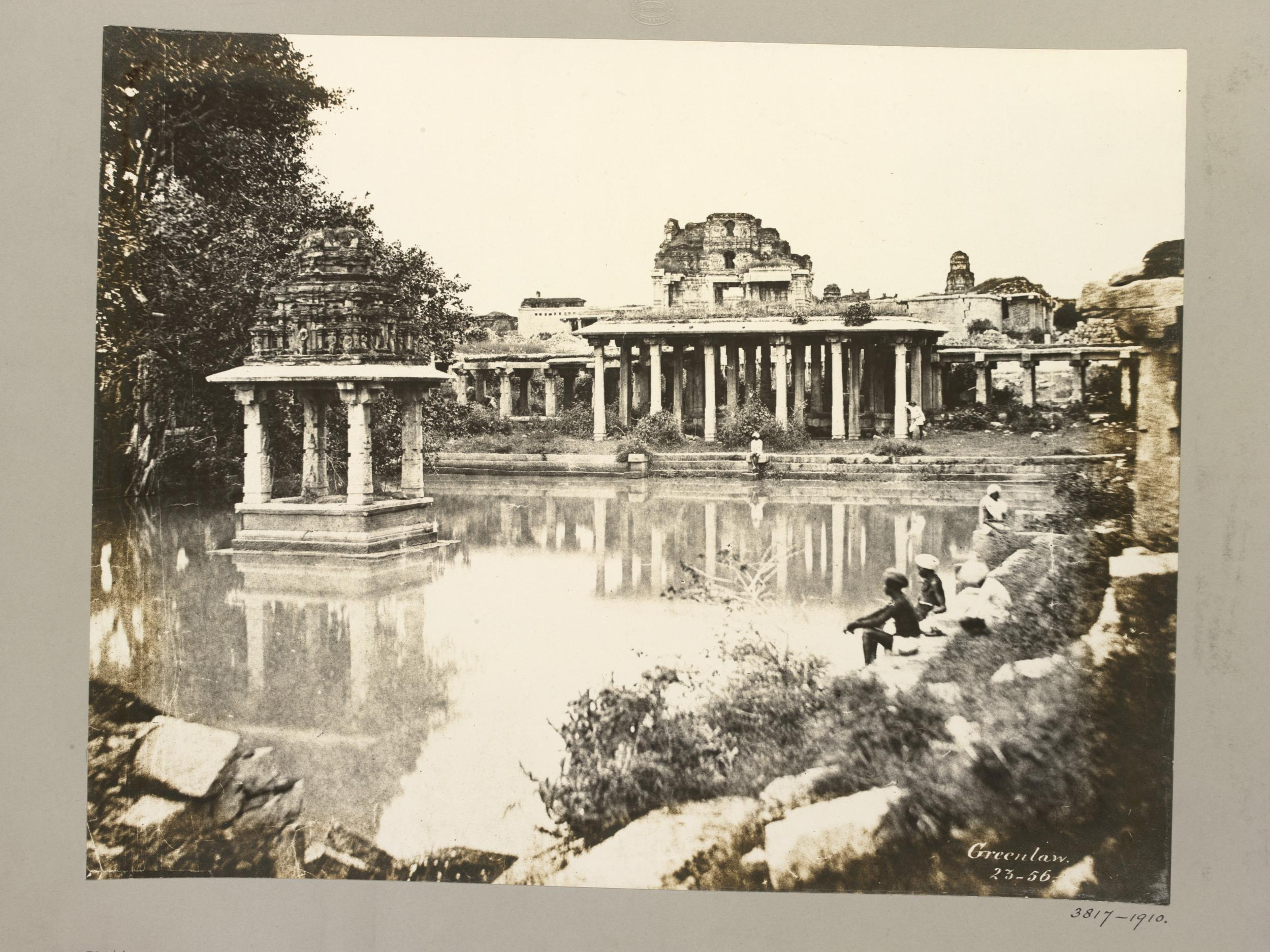
Krišnův chrám v Hampi, oblast Vijayanagara, UNESCO, 1855–1856
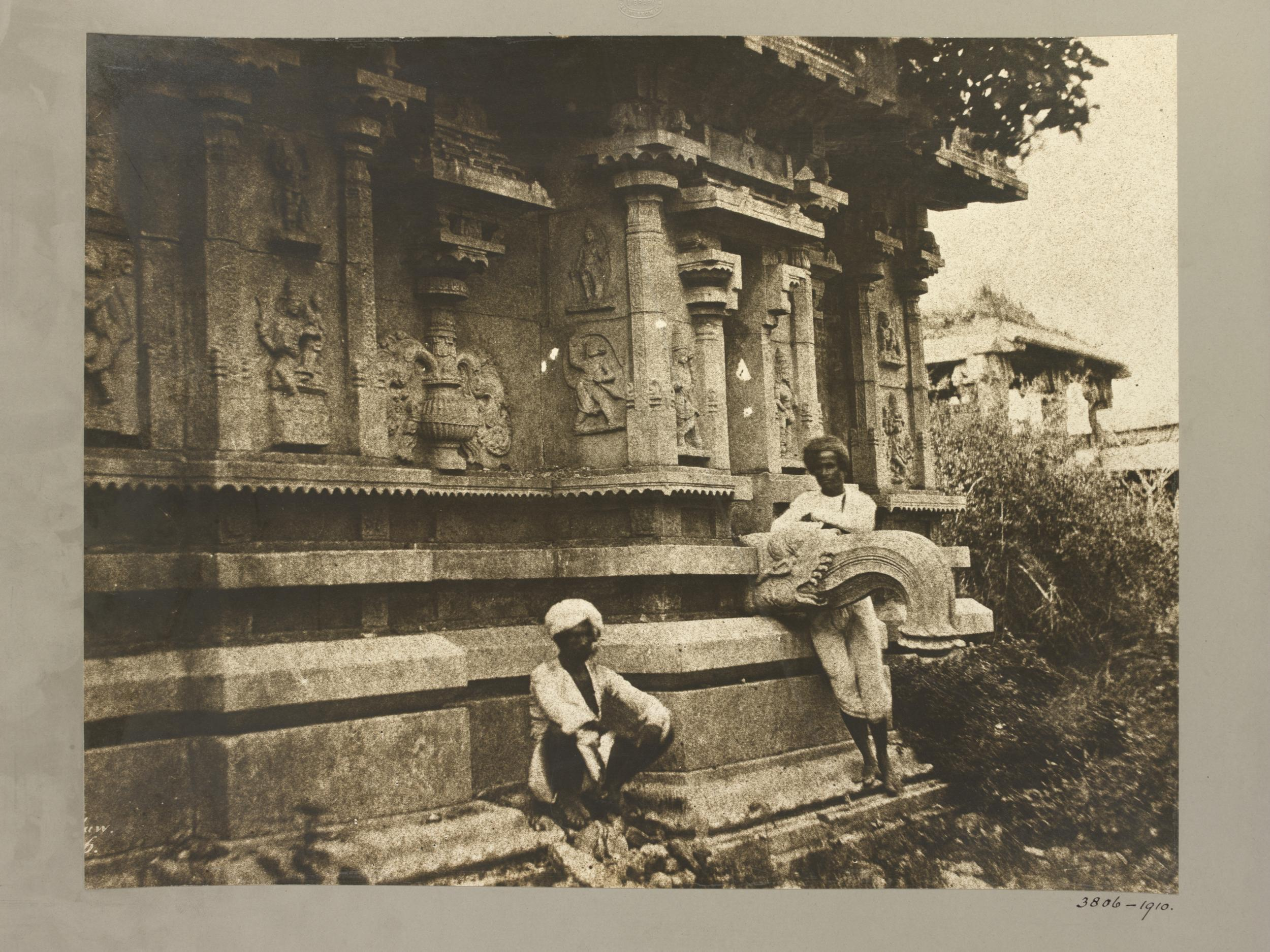
Chrámový komplex Ramachandra, 1856
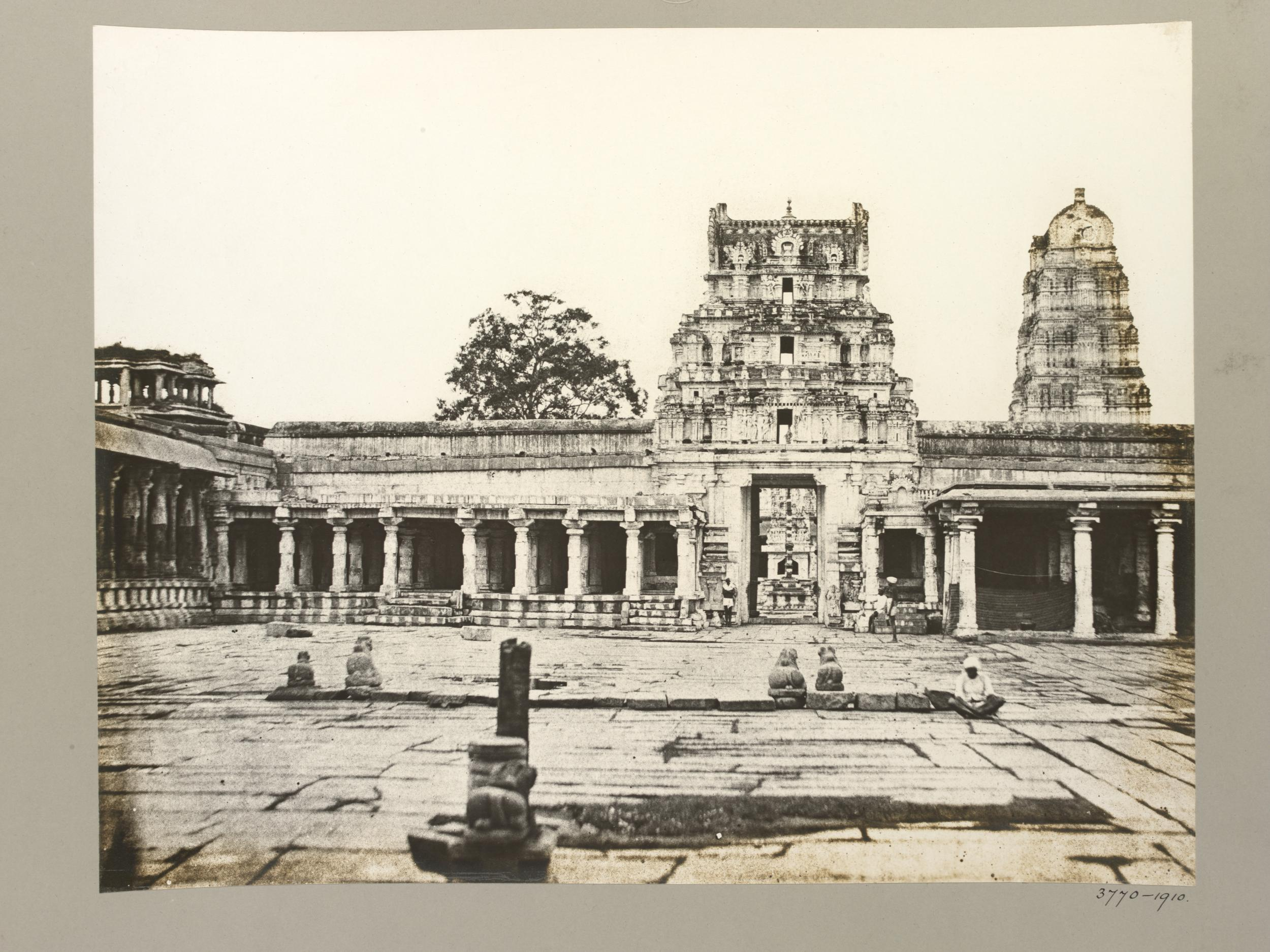
Chrám Virupaksha, 1856